# Oro-Medonte
Oro-Medonte es un municipio canadiense situado en la provincia de Ontario.

## Superficie
Oro-Medonte tiene una superficie de 585,42 km².

## Demografía
En 2021, tenía 23 017 habitantes, una densidad poblacional de 39,3 hab./km², y 9510 viviendas.